# Vesta-Familie
Die Vesta-Familie (FIN 401) ist eine Asteroidenfamilie, deren Mitglieder sich im inneren Asteroidengürtel befinden und nach dem Asteroiden (4) Vesta benannt sind. Mit über 15.000 bekannten Mitgliedern ist die Vesta-Familie eine der größten Asteroidenfamilien und besteht meist aus hellen Asteroiden vom Spektraltyp V.

## Beschreibung

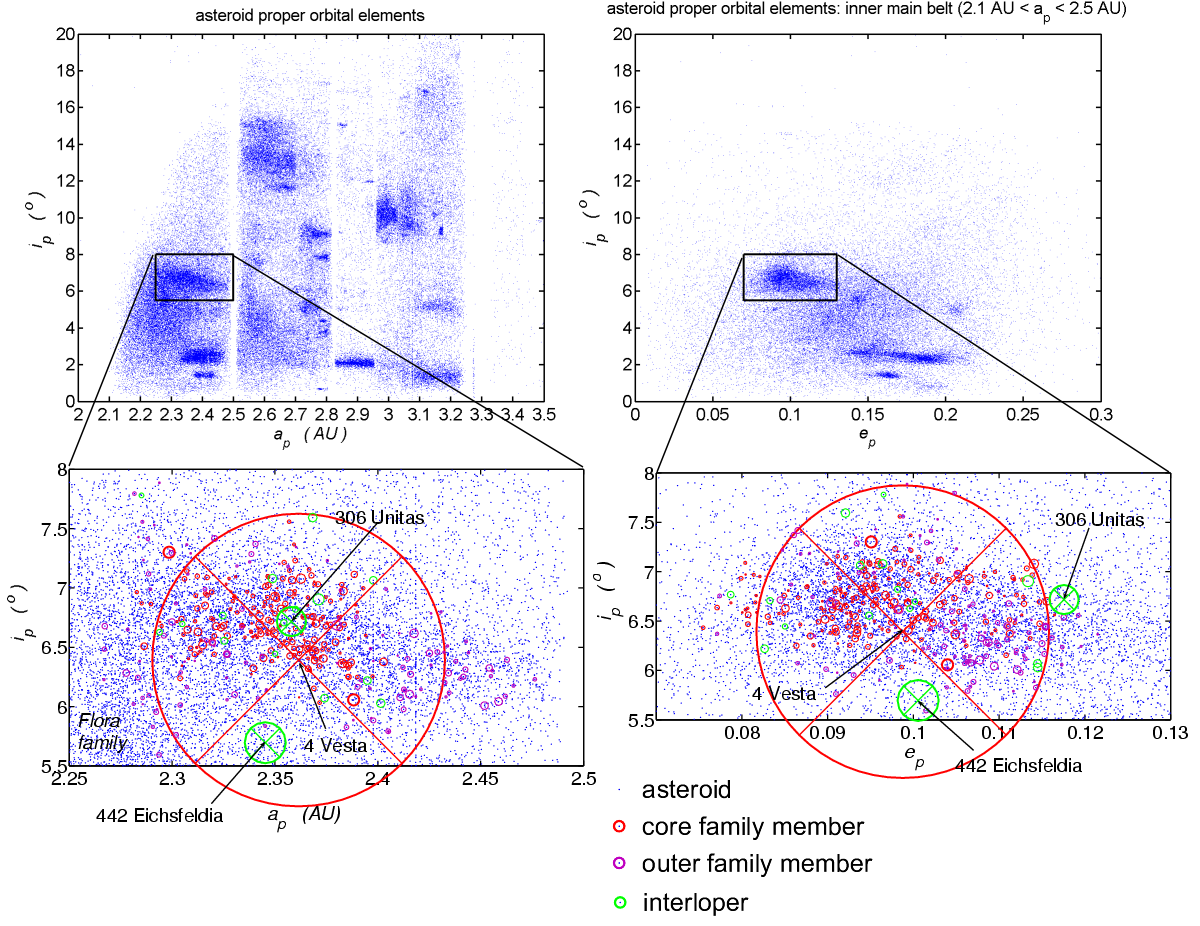
Position und Struktur der Vesta-Familie-Mitglieder

Die Vesta-Asteroiden bestehen aus (4) Vesta, einem Asteroiden mit der zweitgrößten Masse und einem Durchmesser von 530 Kilometer sowie vielen kleinen Asteroiden mit unter zehn Kilometer Durchmesser. Die hellsten der kleinen Asteroiden sind (1929) Kollaa und (2045) Peking mit einer absoluten Helligkeit von 12,2, wodurch ein Durchmesser von etwa 7,5 Kilometer angenommen wird.
Die Asteroidenfamilie entstand bei einem Einschlag auf dem Asteroiden (4) Vesta, wobei der große Krater am dortigen Südpol die wahrscheinliche Einschlagsstelle ist. Die Familie gilt als Ursprung der HED-Meteoriten.
Zur Vesta-Familie gehören auch einige Asteroiden vom Spektraltyp J (verwandt mit dem Spektraltyp V), von denen man annimmt, dass sie aus den tieferen Schichten der Kruste des Asteroiden (4) Vesta stammen.
Vesta-Kruste stammen und den Diogenit-Meteoriten (eine Gruppe der HED-Meteoriten) ähneln.
Eine numerische Analyse (von Vincenzo Zappalà, 1995) bestimmte eine große Gruppe von „Kern“-Familienmitgliedern, deren mittlere Bahnelemente (englisch proper elements) in ähnlichen Bereichen liegen.
Die meisten Asteroiden der Vesta-Familie weisen folgende Bahnelemente auf:
- Große Halbachse: zwischen 2,26 und 2,48 Astronomische Einheiten
- Exzentrizität: zwischen 0,075 und 0,122
- Bahnneigung: zwischen 5,6 und 7,9 Grad

Die Analyse von Zappalà fand 235 Mitglieder. Eine Suche in der Asteroidendatenbank AstDys von 2005 ergab 6.051 Asteroiden (etwa sechs Prozent aller Asteroiden), im Jahr 2021 10.612 Asteroiden, davon 1599 „Kern“-Familienmitglieder.

## Interloper
Spektroskopische Analysen zeigten, dass einige der größten Asteroiden in der Vesta-Familie Interloper („Eindringlinge“) sind. Sie gehören nicht zu den Spektralklassen V oder J, sondern weisen zufällig ähnliche Orbitalelemente auf. Dazu gehören (306) Unitas, (442) Eichsfeldia, (1697) Koskenniemi, (1781) Van Biesbroeck, (2024) McLaughlin, (2029) Binomi, (2086) Newell und (2346) Lilio.